# Nokia 1100
Nokia 1100 (și variantele Nokia 1101 și Nokia 1108) este un telefon mobil GSM produs de Nokia.
Seria 1100 a fost orientat către piața în curs de dezvoltare acolo unde oamenii nu au nevoie de caracteristici avansate.
Nokia 1100 a fost proiectat la Nokia Design Center din California, de către designerul de origine bulgaro-american de Miki Mehandjiysky.
Are două jocuri (Snake și o platformă de joc în stil Mario), un ceas cu alarmă cu mai multe memento-uri, un calculator, un cronometru și un o lanternă în partea de sus a telefonului.
A fost cel mai bine vândut telefon din istorie, cu vânzări de peste 250 de milioane.

## Modele
Sunt cinci variante distincte în cadrul seriei: 1100a, 1100b, 1101 și 1108. Acestea diferă după cum urmează:
- 1100a funcționează pe rețeaua GSM 900/1800
- 1100b funcționează pe rețeaua GSM 850/1900
- 1101 înlocuiește iluminarea de fundal verde cu o lumină de fundal albă și adaugă un browser WAP 1.1.
- 1108 înlocuiește lumina de fundal verde cu o lumină de fundal albă. Realizate în principal pentru piețele asiatice.

## Versiuni firmware
Formați * # 0000 # pentru a verifica versiunea de firmware
1100 modelul RH-18:
- 3.31 Data Build 13-10-03
- 3.44 Data Build 06-11-03
- 3.45 Data Build 18-11-03
- 4.15 Data Build 15-12-03
- 4.25 Data Build 20-02-04
- 4.35 Data Build 26-03-04
- 5.6 Data Build 14-07-04
- 5.62 Data Build 25-10-04
- 6.64 Data Build 08-04-05
- 7.34 Data Build 20-10-05
- 7.36 Data Build 21-11-05